# Venezuelas flag
Venezuelas flag blev endegyldigt anerkendt og taget i brug 17. februar 1954. 
Flaget er det, som har været i brug i Venezuelas nationalkongres, og som består af tre lige brede, parallelle og horisontale sammenhængende striber. Flaget blev oprindeligt udformet af Francisco de Miranda, som hejste et flag med gul, blå og rød stribe 12. marts 1806 på skibet, som var på vej til Coro i Venezuela på hans andet forsøg på at starte en revolutionær uafhængighedsbevægelse.
Dette format forblev uændret til 1811, men gennemgik flere ændringer i løbet af 1800-tallet og det tidlige 1900-tallet, når det gjaldt stjernerne og nationalvåbenet.
I Venezuela fejrer man flagets dag 12. marts.
12. marts 2006 blev flaget ændret til det, som er afbildet øverst til højre. Den vigtigste ændring er tilføjelsen af en stjerne nummer otte, som præsident Hugo Chávez har kaldt "Bolivar-stjernen", til minde om Simón Bolívar. I tillæg til ændringerne i flaget er Venezuelas nationalvåben også ændret. Hesten har altid løbet mod højre, men løber nu mod venstre. 
Ændringen fra syv til otte stjerner er forbundet med Venezuelas uafhængighed. Oprindelig bestod den nye stat af syv provinser, men den ottende provins, Guayana, kom med efter. 
Selv om det nye flag blev godkendt af den venezuelanske regering, har det skabt kontroverser. Den oprindelige ottende provins, Guayana omfatter store dele af det, som i dag er den selvstændige stat Guyana, og genspejler Venezuelas krav på området vest for floden Essequibo i Guyana. Retningen, hesten løber i, kan også skabe uro i højreoppositionen.

## Eksterne links
- Venezuela i Flags of the World Arkiveret 25. december 2005 hos  Wayback Machine
- BBC-rapport om flagændring